# Деренеу
Деренеу (рум. Dereneu; Деренёв) — село в Каларашском районе Молдавии. Является административным центром коммуны Деренеу, включающей также сёла Буларда и Дума.

## История
Деренеу относится к поселению, появившемуся в Днестровско-Прутском междуречье ещё до появления здесь румын, о чём говорит его древнеславянское название — «Деренёв».

К концу XIV века уже было значительное число молдавских поселений в Днестровско-Прутском междуречье. Существенные доказательства разноэтничности населения Днестровско-Прутского междуречья представляет топонимика. Географические имена восточнороманского происхождения, в особенности рек, напластовывались на более древние славянские. В этот период там было, по письменным источникам и археологическим данным, до 160 населенных пунктов. Из 60 документально подтвержденных названий населенных пунктов около 40 были славянского происхождения, около трети — восточнороманского. Самые ранние источники наряду со славянскими топонимами Лознова, Садова, Висока, Деренев и др. называют и немало молдавских — Корнешты, Кристешты, Лаврешты, Миклаушешты и др…
— История Молдавской ССР. Том 1 / Под редакцией В. Л. Янина. - Кишинев: Картя Молдовеняскэ, 1987 г. - Стр. 331-332.
На протяжении XIX века входило в состав Теленештской волости Оргеевского уезда Бессарабской губернии.
Согласно «Спискам населённых мест Бессарабской губернии» за 1859 год, Деренёв — резешское село при колодцах и двух прудах, расположенное к югу от почтового тракта из Оргеева в Бельцы. Население составляло 794 человека (399 мужчин, 395 женщин), общее количество дворов — 135 (в среднем на двор приходилось 6 человек). Имелась одна православная церковь.
В соответствии со справочником «Волости и важнейшие селения Европейской России» (выпуск 8) на 1886 год, Деренёв (Деренево) — резешское село при речке Дерновце с числом жителей — 1156, количеством дворов — 220 (в среднем на двор 5 человек).

## География
Село расположено на высоте 104 метров над уровнем моря.

## Население
По данным переписи населения 2004 года, в селе Деренеу проживает 1119 человек (539 мужчин, 580 женщин).
Этнический состав села:
| Национальность | Число жителей | Процентный состав |
| -------------- | ------------- | ----------------- |
| молдаване      | 1098          | 98,12             |
| румыны         | 12            | 1,07              |
| украинцы       | 4             | 0,36              |
| русские        | 4             | 0,36              |
| болгары        | 1             | 0,09              |
| Всего          | 1119          | 100 %             |

## Известные уроженцы
- Юрий Колесник[рум.] (род. 1955) — молдавский писатель, историк, политический деятель.